# Fjends Kommune
Fjends Kommune i Viborg Amt blev dannet ved kommunalreformen i 1970. Ved strukturreformen i 2007 blev den indlemmet i Viborg Kommune sammen med bl.a Bjerringbro Kommune, Karup Kommune, Møldrup Kommune og Tjele Kommune.

## Tidligere kommuner
Fjends Kommune blev dannet ved sammenlægning af 4 sognekommuner:
| Kommune                           | Folketal 1. januar 1970 | Byer                 |
| --------------------------------- | ----------------------- | -------------------- |
| Daugbjerg-Mønsted-Smollerup       | 1.831                   | Mønsted              |
| Kobberup-Feldingbjerg-Gammelstrup | 2.923                   | Stoholm              |
| Vridsted-Fly                      | 1.177                   | Vridsted og Fly      |
| Vroue-Resen                       | 1.474                   | Kjeldbjerg og Sjørup |
| I alt                             | 7.405                   |                      |

Hertil kom at Tårup-Kvols-Nørre Borris sognekommune med 1.290 indbyggere blev delt, så Nørre Borris Sogn med byen Sparkær kom til Fjends Kommune, mens Kvols Sogn og Tårup Sogn med byen Knudby kom til Viborg Kommune (1970-2006). Kobberup Sogn afgav to ejerlav og en del af et tredje til Skive Kommune (1970-2006), og Resen Sogn afgav 3 ejerlav til Karup Kommune.

## Sogne
Fjends Kommune bestod af følgende sogne, alle fra Fjends Herred:
- Daugbjerg Sogn
- Feldingbjerg Sogn, som i 2007 skiftede navn til Stoholm Sogn
- Fly Sogn med Iglsø Kirkedistrikt, der i 2010 blev udskilt som Iglsø Sogn
- Gammelstrup Sogn
- Kobberup Sogn
- Mønsted Sogn
- Nørre Borris Sogn
- Resen Sogn
- Smollerup Sogn
- Vridsted Sogn
- Vroue Sogn

## Borgmestre[3]
| Periode   | Navn              | Parti            |
| --------- | ----------------- | ---------------- |
| 1970-1982 | Egild Drengsgaard | Venstre          |
| 1982-1994 | Søren Christensen | Radikale Venstre |
| 1994-2006 | Svend Aage Jensen | Venstre          |

## Rådhus
Fjends Kommunes rådhus lå på Iglsøvej 5 i Stoholm. Det lå faktisk i Smollerup Sogn, som Stoholm var vokset ind i. Midt i 1980'erne blev en del af Smollerup Sogn overført til Feldingbjerg Sogn, så hele Stoholm lå i samme sogn.
Den ny Viborg Kommune ville helst sælge rådhusene i de indlemmede kommuner, men i Fjends blev det bremset af at rådhuset kunne udnyttes som børnehave. I maj 2009 blev en fløj af huset indrettet til en 40 børns institution. Renovering af hele rådhuset blev afsluttet i sommeren 2010, hvor man kunne åbne den integrerede institution Rådhushaven, som i dag har plads til ca. 75 børnehavebørn og 20 vuggestuebørn. Det gamle rådhus rummer også bibliotek, Lokalhistorisk Arkiv, mødelokaler og dagplejens legestue.